# Шаумян (Армавирская область)
Шаумян (арм. Շահումյան) — село в Армавирской области Армении.

## География
Село расположено в северо-восточной части марза, к востоку от реки Касах, при автодороге , на расстоянии 28 километров к северо-востоку от города Армавир, административного центра области. Абсолютная высота — 940 метров над уровнем моря.
Климат
Климат характеризуется как семиаридный (BSk в классификации климатов Кёппена). Среднегодовая температура воздуха составляет 11,8 °C. Средняя температура самого холодного месяца (января) составляет −3,1 °С, самого жаркого месяца (июля) — 24,9 °С. Расчётная многолетняя норма атмосферных осадков — 313 мм. Наибольшее количество осадков выпадает в мае (54 мм).

## Население
| Год переписи | Население          | Население          | Население          | Население            | Население            | Население            |
| Год переписи | Наличное население | Наличное население | Наличное население | Постоянное население | Постоянное население | Постоянное население |
| Год переписи | Всего              | Мужчины            | Женщины            | Всего                | Мужчины              | Женщины              |
| ------------ | ------------------ | ------------------ | ------------------ | -------------------- | -------------------- | -------------------- |
| 2001         | 939                | 461                | 478                | 1119                 | 561                  | 558                  |
| 2011         | 1537               | 751                | 786                | 1642                 | 821                  | 821                  |

| Год  | Численность | Численность |
| ---- | ----------- | ----------- |
| 1831 | 120         | [ 9 ]       |
| 1873 | 238         | [ 10 ]      |
| 1897 | 297         | [ 9 ]       |
| 1926 | 168         | [ 9 ]       |
| 1939 | 291         | [ 9 ]       |
| 1959 | 509         | [ 9 ]       |
| 1970 | 618         | [ 9 ]       |
| 1979 | 693         | [ 9 ]       |
| 1989 | 956         | [ 9 ]       |
| 2001 | 1119        | [ 9 ]       |
| 2011 | 1642        | [ 11 ]      |